# Hjelmen (Fidjar)
Hjelmen est une île dans le comté de Hordaland. Elle appartient administrativement à Fitjar.

## Géographie
Rocheuse et couverte d'arbres, elle s'étend sur environ 1,119 km de longueur pour une largeur approximative de 482 m. 